# Список найбільших держав в історії

Колонізація світу (1492 — наші дні)

## Список
Історичні періоди:
| Стародавній світ — до 476 року (падіння Західної Римської імперії) |

| Середньовіччя — з 477 року — до 1453 року (Падіння Константинополя) |

| Нова історія — з 1454 року — до 1945 року (кінець Другої світової війни) |

| №  | Назва                                                | Глава імперії                       | млн км² | Кількість населення (млн) | Експансія імперії | Початок      | Закінчення   | Найбільший розквіт | Цікаві факти |
| -- | ---------------------------------------------------- | ----------------------------------- | ------- | ------------------------- | ----------------- | ------------ | ------------ | ------------------ | --- |
| 1  | Британська імперія                                   | Георг V                             | 42,75   | 533                       |                   | 1583         | 1997         | 1945               | Британська імперія була найбільшою державою, що колись існували, також найбільшою колоніальною імперією за всю історію людства, з колоніями на всіх континентах.                                                                                                  |
| 2  | Монгольська імперія                                  | Чингісхан                           | 38,0    | 110                       |                   | 1206         | 1368         | 1265-1361          | Найбільша континентальна унітарна держава за всю історію людства, заснована Чингісханом у 1206 році, що включало у себе найбільшу у світі територію, від Дунаю до Японського моря та від Новгорода до Камбоджі.                                                   |
| 3  | Російська імперія                                    | Олександр II (російський імператор) | 23,7    | 181                       |                   | 1721         | 1917         | 1866               | Російська імперія була найбільшою континентальною монархією, серед держав, які коли-небудь існували. |
| 4  | СРСР                                                 | Йосип Сталін                        | 22,4    | 293                       |                   | 1922         | 1991         | 1945—1991          | Найбільша соціалістична держава у світовій історії. |
| 5  | Іспанська імперія                                    | Карл IV                             | 20      | 68,2                      |                   | 1492         | 1976         | 1740-1790          | В період з 1580 по 1640 роки включала в себе Португалію її власною колоніальною імперією. В 1-й чверті XIX століття більша частина іспанських колоній в Латинській Америці домоглись незалежності. Остаточна ліквідація імперії відбулась в середині XX століття. |
| 6  | Династія Цін                                         | Цянлун                              | 14,7    | 383                       |                   | 1636         | 1912         | 1790               | Остання династія монархічного Китаю. Менш, ніж через 30 років, під її владою опинився весь Китай і частина Середньої Азії. |
| 7  | Московське царство                                   | Іван IV Грозний                     | 14,5    | 16                        |                   | 1547         | 1721         | 1721               | Виникло після прийняття великим князем московським Іваном IV Васильовичем царського титулу. |
| 8  | Династія Юань                                        | Тоґон-Темур                         | 14      | 90                        |                   | 1271         | 1368         | 1310               | Династія Юань була знищена Чжу Юаньчжаном після повстання червоних пов'язок 1351 — 1366 років. |
| 9  | Тюркський каганат                                    | Мукан-каган                         | 13      | 13                        |                   | 552          | 603          | 557                | |
| 10 | Омеядський халіфат                                   | Хусейн ібн Алі                      | 13      | 15                        |                   | 661          | 750          | 720—750            | У 750 році їх династія була повалена Аббасидами, а всі Омеяди були знищені, крім онука халіфа Хішама Абд ар-Рахмана, що заснував династію в Іспанії (Кордовський халіфат).                                                                                        |
| 11 | Французька імперія                                   | Александр Мільєран                  | 13      | 112,9                     |                   | 1534         | 1980         | 1923-1938          | Франція брала активну участь в боротьбі найбільших капіталістичних держав по завершенню поділу світу. |
| 12 | Аббасидський халіфат                                 | Абу-ль-Аббас ас-Саффах              | 11,1    |                           |                   | 750          | 1258         | 750                | У аббасидів протягом двох століть був підйом, проте, в результаті походів тюркської армії мамлюків, династія почала занепадати. |
| 13 | Португальська колоніальна імперія                    | Марія I Благочестива                | 11,1    |                           |                   | 1415         | 1975         | 1815               | У 1975 році Португальська колоніальна імперія припинила існування. |
| 14 | Американська колоніальна імперія                     | Вільям Мак-Кінлі                    | 9,8     |                           |                   | 1898         | 1946         | 1898-1946          | Виникла в результаті іспано-американською війни 1898 року. |
| 15 | Бразильська імперія                                  | Петро I Солдат                      | 8,5     | 10                        |                   | 1822         | 1889         | 1822-1825          | Імперія, яка знаходилась на території сучасної Бразилії під владою імператора Петро I Солдата і його сина Петра II. Заснована у 1822 році і була замінена республікою у 1889 році.                                                                                |
| 16 | Імперія Ахеменідів                                   | Ксеркс I                            | 8       | 49,4                      |                   | 550 до н. е. | 330 до н. е. | 480 до н. е.       | 1 жовтня 331 до н. е. відбулась битва при Гавгамеласі, в ході якої війська персів і підвласних їм народів були розбиті македонською армією. |
| 17 | Держава Сасанідів                                    | Ардашир Папакан                     | 7,4     |                           |                   | 224          | 651          | 620                | У середині VII століття імперія Сасанідів була розбита Арабським халіфатом. |
| 18 | Японська імперія                                     | Імператор Сьова                     | 7,4     | 105                       |                   | 1868         | 1947         | 1942               | Капітуляція Японської імперії ознаменувала собою завершення Другої світової війни. |
| 19 | Праведний халіфат (рання стадія Арабського халіфату) | Алі ібн Абу Таліб                   | 6,7     | 40                        |                   | 632          | 661          | 661                | Див. також: Арабські завоювання |
| 20 | Римська імперія                                      | Траян                               | 6,5     | 80                        |                   | 27 до н. е.  | 395          | 115-117            | В IV столітті імперія розділилася на Західну Римську та Східну Римську (Візантію) |
| 21 | Династія Хань                                        | Лю Чжао                             | 6,5     | 58                        |                   | 206 до н. е. | 220          | 100                | Найбільш довгоіснуюча династія в історії Китаю |
| 22 | Династія Мін                                         | Чжу Цічжень                         | 6,5     | 100                       |                   | 1368         | 1644         | 1450               | Мін була останньою династією, представники якої були етнічними китайцями |
| 23 | Третій Рейх                                          | Адольф Гітлер                       | 6,5     | 109                       |                   | 1933         | 1945         | 1942               | Капітуляція Нацистської Німеччини ознаменувала собою завершення Другої світової війни. |
| 24 | Золота Орда                                          | Тохтамиш                            | 6,0     |                           |                   | 1240         | 1502         | 1310               | Інша назва — улус Джучі. До середини XV століття Золота Орда фактично розпалася на десяток самостійних ханств; її центральна частина — Велика Орда — припинила своє існування на початку XVI століття                                                             |
| 25 | Династія Тан                                         | Сюань-цзун                          | 5,4     | 80                        |                   | 618          | 907          | 715                | Саме епоха династії Тан традиційно вважається у Китаї періодом найбільшої могутності країни, коли вона була попереду всіх країн світу у своєму розвитку |
| 26 | Македонська імперія                                  | Александр Македонський              | 5,2     |                           |                   | 800 до н.е.  | 146 до н.е.  | 323 до н.е.        | Македонська імперія — назва Стародавньої Македонії у період правління Філіпа ІІ та його сина Александра |
| 27 | Османська імперія                                    | Мегмед IV                           | 5,2     | 35                        |                   | 1299         | 1922         | 1683, 1829—1850    | Анатолія, в якій розташована основна частина сучасної Туреччини, до приходу турків-сельджуків у ХІ столітті була територією Візантії. Османська імперія завершила завоювання Візантії взяттям 1453 року Константинополя.                                          |